# Малєєв Павло Терентійович
Павло Терентійович Малє́єв (нар. 12 липня 1943, м. Новомиргород, Кіровоградська область) — український письменник, журналіст, краєзнавець та педагог. Член Національної спілки журналістів України (1967), Національної спілки письменників України (1995).

## Біографія
Народився 12 липня 1943 року в Новомиргороді Кіровоградської області в сім'ї робітників.
Після закінчення у 1960 році середньої школи працював вантажником, причіплювачем і помічником комбайнера у колгоспі, лінійним монтером зв'язку.
З 1962 по 1965 роки служив у Радянській армії. Працював у редакції районної газети «Червона Зірка»
З 1967 року — член Національної спілки журналістів України.
В 1971 році закінчив філологічний факультет Кіровоградського державного педагогічного інституту за фахом українська мова і література.
До 1975 року працював вчителем української мови та літератури Новомиргородської середньої школи № 2, журналістом районної газети. Згодом мешкав у Жашкові та Тетієві. Був першим редактором міської газети «Ржищів» та редактором районної газети «Кагарлицькі вісті». Товаришував з Григором Тютюнником, Миколою Вінграновським, Миколою Кравчуком, Валерієм Гончаренком, Миколою Суржком, Іваном Стогнійчуком, Валентиною Козак, Миколою Славинським.
У 1986—1989 роках — вчитель української мови Кадомської середньої школи.
17 січня 1995 року вступив до Київської обласної організації Національної спілки письменників України. Сприяв виданню десятків книжок молодих авторів.
У 1996—2003 роках — голова Кагарлицької районної організації товариства «Просвіта».
Автор декількох навчально-методичних посібників «Література рідного краю» (1997—2000), тексту гімну Ржищева.

## Книги
- Полудень (Кіровоград, 1992)
- Синьоока Вись (Кіровоград, 1993)
- Нова легенда Стрітівки (Кагарлик, 1994)
- Балико-Щучинська гора. Букринські монологи (Ржищів, 2001)
- Снопи з ниви життя: вибране (Київ, 2003)
- Хліб на столі (Київ, 2006)
- Перша ластівка. Новомиргородщина. Література рідного краю (2007)
- Зікрачі (Миронівка, 2008)[5]
- Там, де Роська мала сиву Рось доганя (Миронівка, 2010)
- Висоти слави і скорботи (українські монологи) (Миронівка, 2011)

## Упорядник
- Дзвони Чорнобиля чутно й донині: книга-спогад (Біла Церква, 2016).

## Публікації
- Восьма паралель північніше від екватора [Текст]: [новели] / Павло Малєєв // Дзвін. — 2013. — № 5/6. — С. 88-94.
- Творчі постаті периферійної школи // Українська літературна газета, 24.08.2013
- «Шевченко, Гуляйполе, Тікич», Вись, або «не дуріте самі себе…» // Українська літературна газета, 13.06.2015
- Павло Малєєв. «Слава Україні і Героям» // Українська літературна газета, 12.03.2022
- Інші публікації автора в «Українській літературній газеті»